# Olga Cubells Bartolomé
Olga Cubells Bartolomé (la Palma d'Ebre, Ribera d'Ebre) és doctora en Filologia Catalana per la Universitat Rovira i Virgili. Ha estudiat a fons el subdialecte tortosí, en concret, de la Ribera d'Ebre, amb atenció especial als aspectes sintàctics.

## Tesi doctoral
- Els parlars de la Ribera d'Ebre. Estudi geolingüístic[Enllaç no actiu]. Tesi doctoral dirigida per Pere Navarro. Universitat Rovira i Virgili, 2005.

## Llibres
- El parlar de la Palma d'Ebre (Ribera d'Ebre). La Palma d'Ebre: Associació Cultural l'Espona, 2001. ISBN 84-607-2048-9.[2]
- Els parlars de la Ribera d'Ebre. 1. Estudi geolingüístic. 2. Atles lingüístic de la Ribera d'Ebre (ALRE). Diputació de Tarragona, Calaceit, 2009. 2 v. ISBN 9788495835833.[3]